# AO Ayia Napa
El Athlitikos Omilos Ayia Napa (en griego: Αθλητικός Όμιλος Αγία Νάπα; en español: Club Deportivo de Ayia Napa) es un equipo de fútbol de Chipre que juega en la Segunda División de Chipre, la segunda liga de fútbol más importante del país.

## Historia
Fue fundado en el año 1990 en el pueblo de Ayia Napa a raíz de la fusión de los equipos APEAN (Athlitiki Podosfairiki Enosis Ayias Napas; Athletic Football Union of Ayia Napa) y ENAN (Enosis Neon Ayias Napas;Youth Union Ayia Napa).
Su primera temporada fue la de 1990/91 en la Tercera División de Chipre, logrando ascender a la Segunda División de Chipre en la temporada 2000/01.
El primer logro importante del club fue ascender por primera vez a la Primera división de Chipre en la temporada 2005/06, sorprendiendo con empates de visita ante el Anorthosis y el AC Omonia, y uno en casa ante el APOEL FC, aunque tuvieron que esperar 13 fechas para obtener su primera victoria ante el Aris Limassol FC 4-1. En esa temporada solamente perdieron 5 veces.
Su triunfo más importante hasta el momento ha sido la victoria 2-1 ante el AC Omonia en 14 de enero del 2007, pero tristemente perdieron 7 partidos seguidos y perdieron la categoría.

## Palmarés
- Segunda División de Chipre: 2

2011/12, 2013/14

## Jugadores

### Jugadores destacados
| - Arjan Sheta - Severino Jefferson - Evandro Russo | - Nicos Panayiotou - Guylain Ndumbu-Nsungu - Hamid Rhanem - Amilcar Djau Codjovi |